# Ocnophila
Ocnophila är ett släkte av insekter. Ocnophila ingår i familjen Diapheromeridae.

## Dottertaxa tillOcnophila, i alfabetisk ordning[1]
- Ocnophila acanthonota
- Ocnophila aculeata
- Ocnophila armata
- Ocnophila auritus
- Ocnophila borellii
- Ocnophila brevifemur
- Ocnophila capitata
- Ocnophila ciliata
- Ocnophila cornuta
- Ocnophila fortior
- Ocnophila illegitima
- Ocnophila imbellis
- Ocnophila inaequalis
- Ocnophila inconspicua
- Ocnophila integra
- Ocnophila iphicla
- Ocnophila meditans
- Ocnophila nana
- Ocnophila nattereri
- Ocnophila ornatissima
- Ocnophila pedestris
- Ocnophila poeyi
- Ocnophila ramulus
- Ocnophila riveti
- Ocnophila scabrosus
- Ocnophila scops
- Ocnophila signatior
- Ocnophila submutica
- Ocnophila tuberculata
- Ocnophila willemsei